# Ptujsko polje
Ptujsko polje je ravnina med Ptujem in Ormožem, skupaj z Dravskim poljem predstavlja največji ravninski del na območju severovzhodne Slovenije. Ločnica med poljema je reka Drava (v okolici Ptuja). Ptujsko polje leži na levem bregu Drave, večje, Dravsko polje pa na desnem bregu.
Ptujsko polje na severu prehaja v Pesniško dolino, kjer ga obdajajo Slovenske gorice, na jugu pa Haloze. Vzporedno z Dravo je po njem speljan še kanal Hidroelektrarne Formin, sicer pa so vodotoki še reka Pesnica ter Zvirenčina in Sejanski potok. Povprečna nadmorska višina polja je 215 mnm.

## Površina
Pretežno nasuto ravnino z dravskim ledeniško-rečnim prodom sestavljajo v morfološkem pogledu mlado pleistocenska prodna nasipina, ob Dravi holocenska peščeno-prodnata, ob Pesnici pa holocenska  peščeno–ilovnata naplavina. 

## Podnebje
Podnebje je subpanonsko, letna količina padavin (900mm) se zmanjšuje od zahoda proti vzhodu. Po letni vsoti temperatur (ok. 3300 °C) spada Ptujsko polje med najbolj osončene pokrajine v Sloveniji.

## Vodne razmere
Pesnica prečka vzhodni del polja, osrednji del je brez vodnega toka, talna voda sega do 12 metrov globoko. Leta 1978 so z zgraditvijo HE Formin zajezili Dravo v 3.5 kvadratnih km veliko akumulacijsko Ptujsko jezero, ki sega do Ptuja.

## Gospodarstvo
Kmetijska zemljišča so razdrobljena, zasejana največ s pšenico in koruzo, pred 2. svetovno vojno so pridelovali veliko čebule (lukarija).

## Prometna povezanost
Leta 1867 je bila speljana po severnem robu Ptujskega polja železnica Pragersko - Ptuj - Ormož in cesta proti Varaždinu, ki nista močneje vplivala na njegov razvoj. 

## Prebivalci
Ptujsko polje je gosto poseljeno (127 preb./km²). Polovica zaposlenih se vozi na delo na Ptuj, 30% v Ormož in 20% proti Kidričevemu in Mariboru. 

## Znamenitosti
Iz srednjega veka sta se ohranila fevdalna gradova v Veliki Nedelji in Muretincih, v Dornavi pa nižinski baročno dvorec. 
V občini Gorišnica Dominkova domačija in Sokov mlin.

## Zanimivosti na Ptujskem polju
- Grad v Veliki Nedelji
- Ptujsko jezero
- Dvorec Dornava
- Dominkova domačija